# Château de Cauzac
Le château de Cauzac est un château situé sur le territoire de la commune de Cauzac, en Lot-et-Garonne. À partir d'Agen, on accède au château en prenant le CD 656 et le chemin à droite au village Les Tricheries.

## Histoire
L'origine du château remonte au XIIIe siècle. Il a appartenu à la famille de Thieuras ou Thoiras.
- Le premier seigneur de Cauzac dont on peut suivre la succession est Jean de Thoiras, chevalier, dont le premier acte date de 1466.Il est marié à Jeanne de Beynac, d'où :
  - Jean II de Thoiras,  marié en 1460 avec Hélène de Raymond, qui lui a donné six enfants,dont :
    - Pierre de Thoiras, seigneur de Cauzac, marié le 8 mai 1509 avec Catherine de Mondenard, dont il eut :
      - Pierre-François de Thoiras, marié le 8 juillet 1545 avec Françoise de Narbonne, dont :
        - Balthazar de Thoiras.

Un capitaine Thoiras à la tête d'un parti protestant s'est emparé de Monflanquin à peine Blaise de Monluc avait quitté la ville, en février 1569, en faisant de nombreuses victimes et destructions. Les protestants ont conservé la ville qui a été reconnue en 1598 comme une de leurs places de sûreté.
Un des membres de cette famille, le plus célèbre, est Balthazar de Thoiras, un des capitaines des Ligueurs de l'Agenais. Il s'est lié à la reine Marguerite de Valois quand elle est venue  à Agen pour y réorganiser la Ligue en 1585. Dans  la fuite de la reine de Navarre et de sa suite d'Agen, Balthazar de Thoiras avait amené en trousse sa maîtresse du moment, Mme de Duras. Il a été nommé son gentilhomme d'honneur en 1596, et qu'elle confirme après avoir été réadmise à la Cour en 1605, le 16 mars 1611.
Le 18 juin 1588 le duc de Guise pour lui demander de défendre l'honneur de Dieu. Il va alors prendre part aux combats de la Ligue avec les deux Villars. Il reçoit une commission le 22 juillet 1592 du marquis de Villars, lieutenant-général en Guyenne, de « s'opposer aux ennemys de la Saincte Union » et de tenir campagne dans le Quercy. En 1593, Jeanne d'Eschelles, dame de Frespech lui fait don de 10 000 écus « pour le récompenser de la protection qu'elle a reçu de lui durant les  dernières guerres ». Le 20 avril 1594, la ville d'Agen a accepté de se soumettre à Henri IV. Le marquis de Villars qui en est gouverneur signifia alors aux consuls qu'il allait « leur faire mortelle guerre » si la ville ne restait pas fidèle à la Sainte Union. Le marquis de Villars a quitté la ville le  12 mai et celle-ci fit appel à Charles de Monluc, petit-fils de Blaise de Monluc, lieutenant du roi en Guyenne, pour la défendre et rompit alors avec la Ligue. En nombre 1594, Balthazar de Thoiras a organisé un plan d'escalade des murs de la ville d'Agen avec l'aide de ses partisans de l'intérieur de la ville pour la mettre à feu et à sang. Le complot est découvert et le récit en est fait par le maréchal de Matignon au roi qui a décidé de confisquer les biens de Balthazar de Thoiras par un brevet signé le 8 décembre 1594 « à cause de la trahison par eulx faite sur la ville d'Agen ». Les consuls d'Agen demandèrent au maréchal de Matignon de poursuivre les agresseurs. L'accord donné, les châteaux de Cauzac et de Montaigut sont pris et mis à sac dès la fin décembre 1594. Balthazar de Thoiras n'a pas défendu son château car il a reçu l'ordre du marquis de Villars, le 30 décembre 1594, de s'enfermer dans le château de Montpezat. Mais le 18 janvier 1595, le parlement de Bordeaux rendait un arrêt demandant que la  ville et le château de Montpezat soient remis au maréchal de Matignon sous trois jours. Le siège du château étant mis en place, finalement Thoiras a accepté de capituler le 2 mars 1595 aux conditions qu'il a imposées au maréchal de Matignon en particulier les clauses stipulant « qu'il lui serait donné récompense pour les bruslemens, démolitions et desgasts faicts de ses biens par les Crocqans pour quatre ou cinq mille écus » et que « ses maisons et celles de la dame de Montegut, sa femme, lui seront également remises et rendues avec tout ce qu'il trouvera estre dans icelles ». C'est ce texte qui apparaît dans la lettre que le roi Henri IV a écrite en 1595 au maréchal de Matignon pour gratifier Balthazar de Thoiras de 4 000 livres « pour le bruslement, desmolition et ravages faits dans ses biens par les Croquants, ensemble des articles accordés aud. sr de Cauzac par ledit maréchal de Matignon, signés de luy le 1er mars 1595 »,. Cependant, après la prise du château de Cauzac par les troupes d'Agen, les Croquants, ou Tards-Avisés, sortis du Périgord pour avancer en Agenais et ont occupé le château de Cauzac  pendant tout l'hiver 1595 en le saccageant  complètement.
- Balthazar de Thoiras s'est marié le 19 novembre 1576 avec Marie de Gout dont il a eu trois enfants, puis s'est remarié le 5 août 1587 avec Armoise de Lomagne, dame de Las Treilles :
  - François de Thoiras a épousé avant 1621 Jeanne de Galard de Béarn de Brassac, sans postérité. Il est  mort en 1634.

Jeanne de Galard, héritière universelle de son mari a transmis ses biens à un de ses parents, Marc de Cugnac, sieur de Pauliac.  Il est entré en possession du château de Cauzac en 1644. Il était maréchal de camp des armées du roi. Il est mort le 26 avril 1678, sans postérité.
Un codicille du testament de Jeanne de Galard prévoyait que dans le cas d'une mort de Marc de Cugnac sans postérité, l'héritage devait revenir au petit-neveu, Louis-Alain de Verduzan, ce qu'un arrêt du parlement de Bordeaux a confirmé en 1680. Il a épousé le 4 février 1685 Marguerite de Raymond dont il a eu trois filles :
- Marie de Verduzan, seconde fille du couple, s'est mariée en avril 1723 avec Henry d'Aymar de Châteaurenard, et a reçu en héritage le château de Cauzac.

Le château a été laissé en mauvais état au XVIIe siècle. Il est redécoré et réaménagé au XVIIIe siècle.
Le  château de Cauzac est alors resté dans la famille des comtes de Châteaurenard. Louis Joseph d'Aymar d'Alby (1725-1791), comte de Châteaurenard, a été élu élu député aux États-Généraux de 1789. Il était marié avec Gabrielle de Chevigné (1764-1824), d'où :
- Henri d'Aymar d'Alby, comte de Châteauneuf (1788-1849) marié en 1813 avec Sophie de Villeneuve Bargemon (1796-1882), d'où :
  - Jean Augustin Christohe Joseph d'Aymar d'Alby, comte de Châteaurenard (1812-1912)
  - Pierre François Frédéric d'Aymar, marquis de Châteauneuf (1825-1896), marié en 1860 avec Mathilde Marie de Suffren, qui ont eu cinq enfants,  dont :
    - Henry d'Aymar de  Châteauneuf (1862-1907), marié en 1892 avec Bertrande de Béchet

Le château est resté dans la famille de Châteaurenard après la Révolution.
Le château a subi d'importantes modifications au XIXe siècle pour le rendre habitable, avec de nouvelles fenêtres ou leurs modifications, et abaissement de la toiture.
L'ensemble  du château et son parc ont été inscrits monument historique le 28 décembre 1995.